# 白銀村
白銀村（しろがねむら）は奈良県中部、吉野郡に属していた村。現在の五條市西吉野町の一部にあたる。

## 歴史
- 1889年（明治22年）4月1日 - 町村制の施行により、吉野郡 汗入村、鹿場村、小古田村、南山村、八ツ川村、尼ヶ生村、唐戸村、奥谷村、夜中村、西新子村、平沼田村、百谷村、赤松村、湯川村が合併し、白銀村が成立。
- 1959年（昭和34年）4月1日 - 賀名生村、宗檜村と合併して西吉野村が発足。同日白銀村廃止。

## 交通

### 鉄道路線
村内を通過する鉄道路線なし

### 道路
村内を通過する国道はなし

### 学校
- 奈良県立五條高等学校白銀分校：1951年廃止。